# Liste der Biografien/Thomp
Liste der Biografien |
Portal Biografien |
Personensuche
# |
A |
B |
C |
D |
E |
F |
G |
H |
I |
J |
K |
L |
M |
N |
O |
P |
Q |
R |
S |
T |
U |
V |
W |
X |
Y |
Z |
?
 
Ta |
Tc |
Te |
Tf |
Tg |
Th |
Ti |
Tj |
Tk |
Tl |
Tm |
To |
Tq |
Tr |
Ts |
Tu |
Tv |
Tw |
Tx |
Ty |
Tz
 
Tha |
The |
Thi |
Thj |
Thn |
Tho |
Thr |
Thu |
Thw |
Thy
 
Thoa |
Thob |
Thod |
Thoe |
Thof |
Thog |
Thoh |
Thoi |
Thok |
Thol |
Thom |
Thon |
Thoo |
Thop |
Thor |
Thos |
Thot |
Thou |
Thov |
Thow |
Thoz
 
Thoma |
Thomb |
Thomc |
Thome |
Thomf |
Thomi |
Thomk |
Thomm |
Thomo |
Thomp |
Thoms
Die Liste der Biografien führt alle Personen auf, die in der deutschsprachigen Wikipedia einen Artikel haben. Dieses ist eine Teilliste mit 412 Einträgen von Personen, deren Namen mit den Buchstaben „Thomp“ beginnt.

## Thomp

### Thompk
- Thompkins, Trey (* 1990), US-amerikanischer Basketballspieler
- Thompkins, William R. (1925–1971), US-amerikanischer Schauspieler und Stuntman

### Thompso

#### Thompson

##### Thompson F
- Thompson Filho, Oscar (1910–1975), brasilianischer Agraringenieur und Landwirtschaftsminister

##### Thompson, A – Thompson, Z

###### Thompson, A
- Thompson, A. B. (1797–1871), US-amerikanischer Geschäftsmann, General und Politiker
- Thompson, Abigail (* 1958), US-amerikanische Mathematikerin
- Thompson, Alan (* 1959), neuseeländischer Kanute
- Thompson, Alan (* 1973), englischer Fußballspieler
- Thompson, Alana (* 2005), Schauspielerin
- Thompson, Alastair (* 1944), britischer Sänger der Stimmlage Tenor
- Thompson, Albert C. (1842–1910), US-amerikanischer Jurist und Politiker
- Thompson, Alex, US-amerikanischer Filmregisseur und Drehbuchautor
- Thompson, Allen (1847–1906), US-amerikanischer Soldat, Private der US Army, Träger der Medal of Honor
- Thompson, Alyssa (* 2004), US-amerikanische Fußballspielerin
- Thompson, Amen (* 2003), US-amerikanischer BasketballspielerAmen Thompson (* 2003)

Amen Thompson (* 2003)

- Thompson, Amie (* 1996), australische Synchronschwimmerin
- Thompson, Amy (* 1994), luxemburgische Fußballspielerin
- Thompson, Andrea (* 1960), US-amerikanische Schauspielerin
- Thompson, Andy (1924–2016), kanadischer Politiker
- Thompson, Anthony (* 1981), US-amerikanischer Boxer
- Thompson, Archie (* 1978), australischer Fußballspieler
- Thompson, Arie, US-amerikanische Schauspielerin
- Thompson, Augustine (* 1954), US-amerikanischer Ordensgeistlicher und Historiker
- Thompson, Ausar (* 2003), US-amerikanischer Basketballspieler

###### Thompson, B
- Thompson, B. Ray (1906–1987), US-amerikanischer Unternehmer
- Thompson, Barbara, britischer Eiskunstläufer
- Thompson, Barbara (1944–2022), britische SaxophonistinBarbara Thompson (1944–2022)

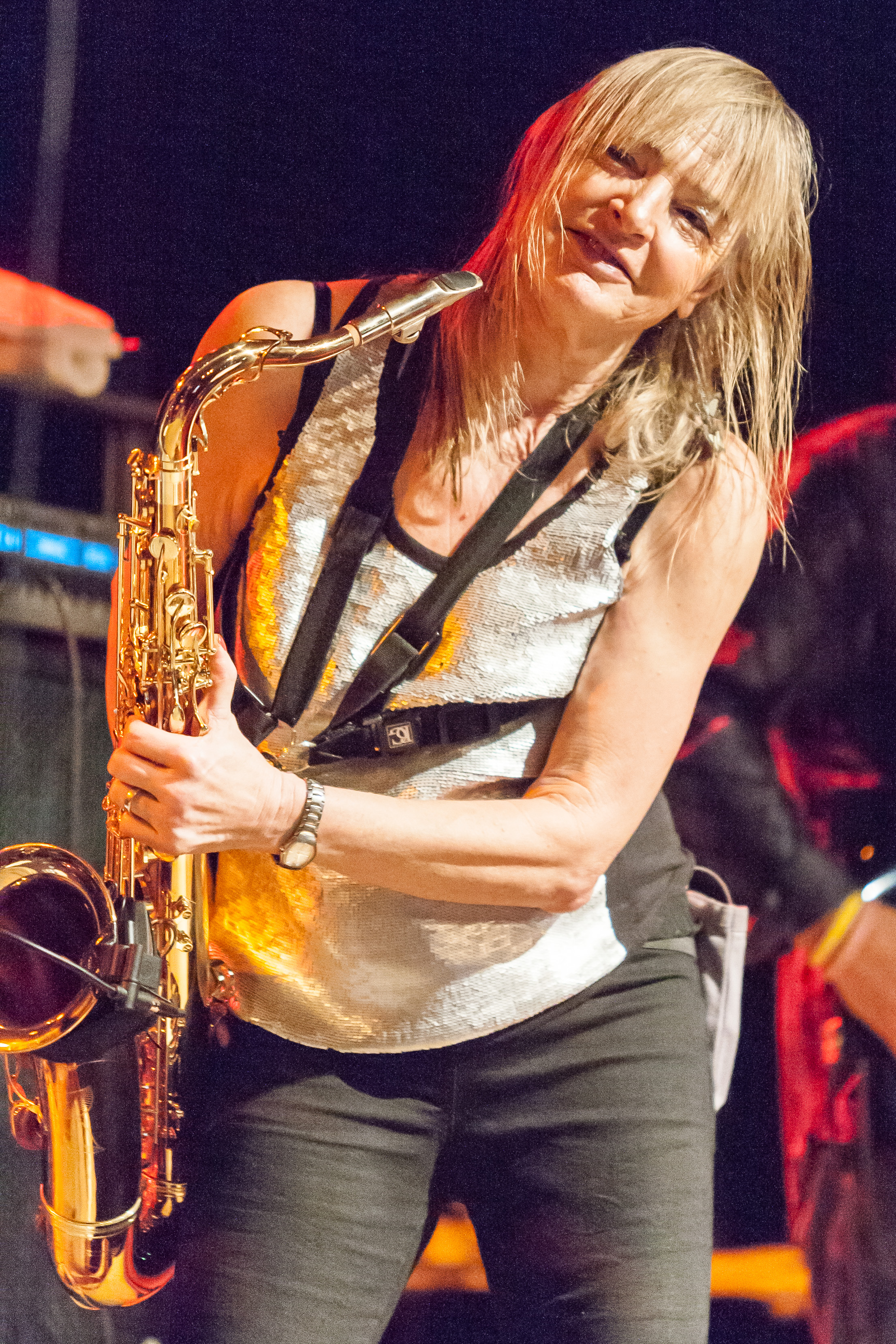
Barbara Thompson (1944–2022)

- Thompson, Barnaby (* 1961), britischer Studiochef, Filmregisseur und Filmproduzent
- Thompson, Barton (1906–1966), US-amerikanischer Filmschaffender und Ingenieur
- Thompson, Beau (* 1989), kanadischer Biathlet
- Thompson, Ben (1843–1884), US-amerikanischer Revolverheld
- Thompson, Benjamin (1753–1814), britischer Offizier, Politiker, Experimentalphysiker und Erfinder
- Thompson, Benjamin (1798–1852), US-amerikanischer Politiker
- Thompson, Bennie (* 1948), US-amerikanischer Politiker
- Thompson, Bernard (* 1962), US-amerikanischer Basketballspieler
- Thompson, Bert (* 1947), amerikanischer Jazzmusiker (Kontrabass) und Übersetzer
- Thompson, Bill (1913–1971), US-amerikanischer Radio- und Fernseh-Schauspieler
- Thompson, Bill (1921–1988), schottischer Fußballspieler und -trainer
- Thompson, Bill, nordirischer Badmintonspieler
- Thompson, Bob (1924–2013), amerikanischer Jazz- und Unterhaltungsmusiker (Arrangement, Komposition) und Orchesterleiter
- Thompson, Bob (* 1991), kanadischer Skilangläufer
- Thompson, Bobb’e J. (* 1996), US-amerikanischer Schauspieler
- Thompson, Brenessa (* 1996), guyanische Sprinterin
- Thompson, Brian (* 1959), US-amerikanischer SchauspielerBrian Thompson (* 1959)

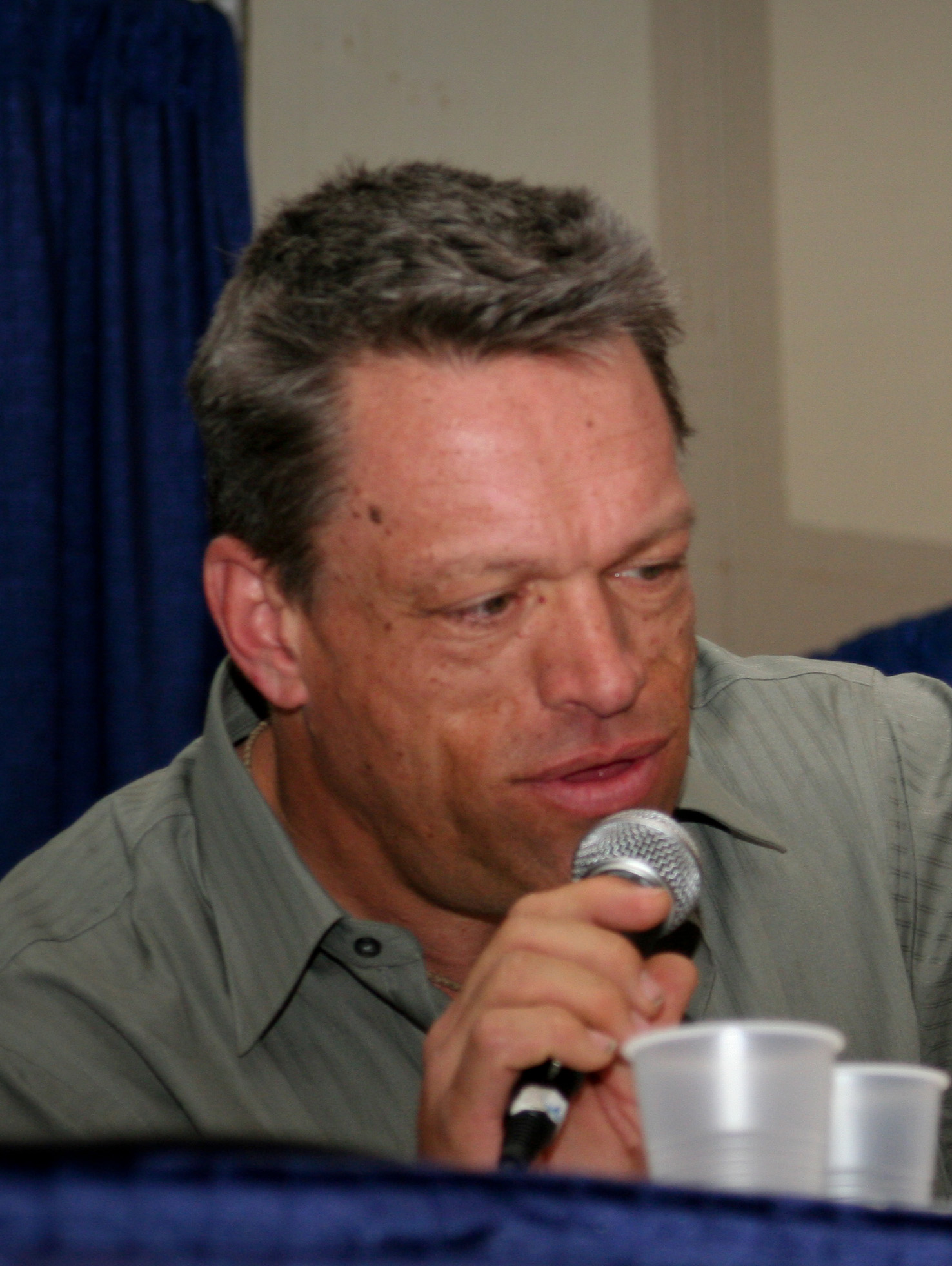
Brian Thompson (* 1959)

- Thompson, Brian (1974–2024), US-amerikanischer Manager
- Thompson, Broderick (* 1994), kanadischer Skirennläufer
- Thompson, Bronwyn (* 1978), australische Leichtathletin
- Thompson, Butch (1943–2022), US-amerikanischer Jazzmusiker (Piano, Klarinette)

###### Thompson, C
- Thompson, C. Jean (* 1940), neuseeländische Mathematikerin
- Thompson, Carl (* 1964), britischer Boxer
- Thompson, Carlene (* 1952), US-amerikanische Krimi-Schriftstellerin
- Thompson, Carlos (1923–1990), deutschstämmiger Argentinier, Schauspieler und SchriftstellerCarlos Thompson (1923–1990)

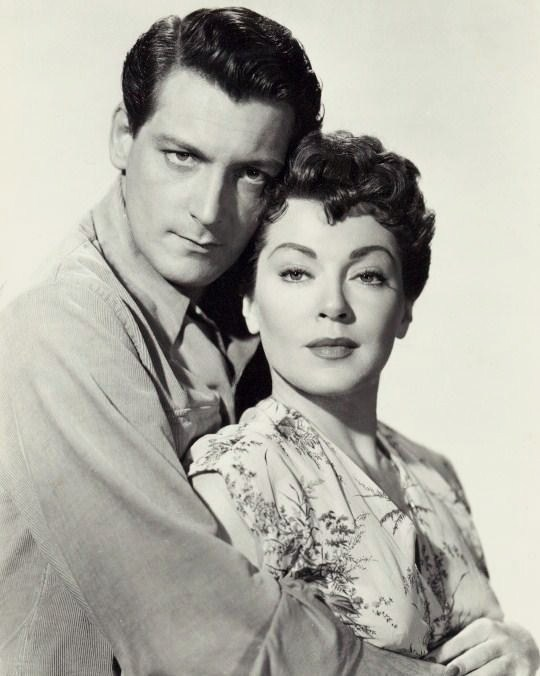
Carlos Thompson (1923–1990)

- Thompson, Carmi (1870–1942), US-amerikanischer Politiker, Offizier und Regierungsbeamter
- Thompson, Caroline (* 1956), US-amerikanische Drehbuchautorin und Regisseurin
- Thompson, Carter (* 2007), australischer Motorradrennfahrer
- Thompson, Channon (* 1994), Volleyballspielerin aus Trinidad und Tobago
- Thompson, Charles (1918–2016), US-amerikanischer Jazz-Pianist, Organist und Arrangeur des Bebop und Swing
- Thompson, Charles (* 1924), guyanischer Leichtathlet
- Thompson, Charles Coleman (* 1961), US-amerikanischer Geistlicher, römisch-katholischer Erzbischof von Indianapolis
- Thompson, Charles F. (1882–1954), US-amerikanischer Offizier, Generalmajor der US-Army
- Thompson, Charles J. (1862–1932), US-amerikanischer Politiker
- Thompson, Charles Perkins (1827–1894), US-amerikanischer Politiker
- Thompson, Charles S. (1908–1994), US-amerikanischer Filmschauspieler und Szenenbildner
- Thompson, Charles W. (1867–1950), US-amerikanischer Politiker
- Thompson, Charles Winston (1860–1904), US-amerikanischer Politiker
- Thompson, Charles, 1. Baronet († 1799), britischer Politiker
- Thompson, Charlotte Irene (* 1987), deutsche Schauspielerin
- Thompson, Chester (* 1948), US-amerikanischer Schlagzeuger
- Thompson, Chester C. (1893–1971), US-amerikanischer Politiker
- Thompson, Chris (* 1948), britischer Rock-Sänger, Gitarrist und KomponistChris Thompson (* 1948)

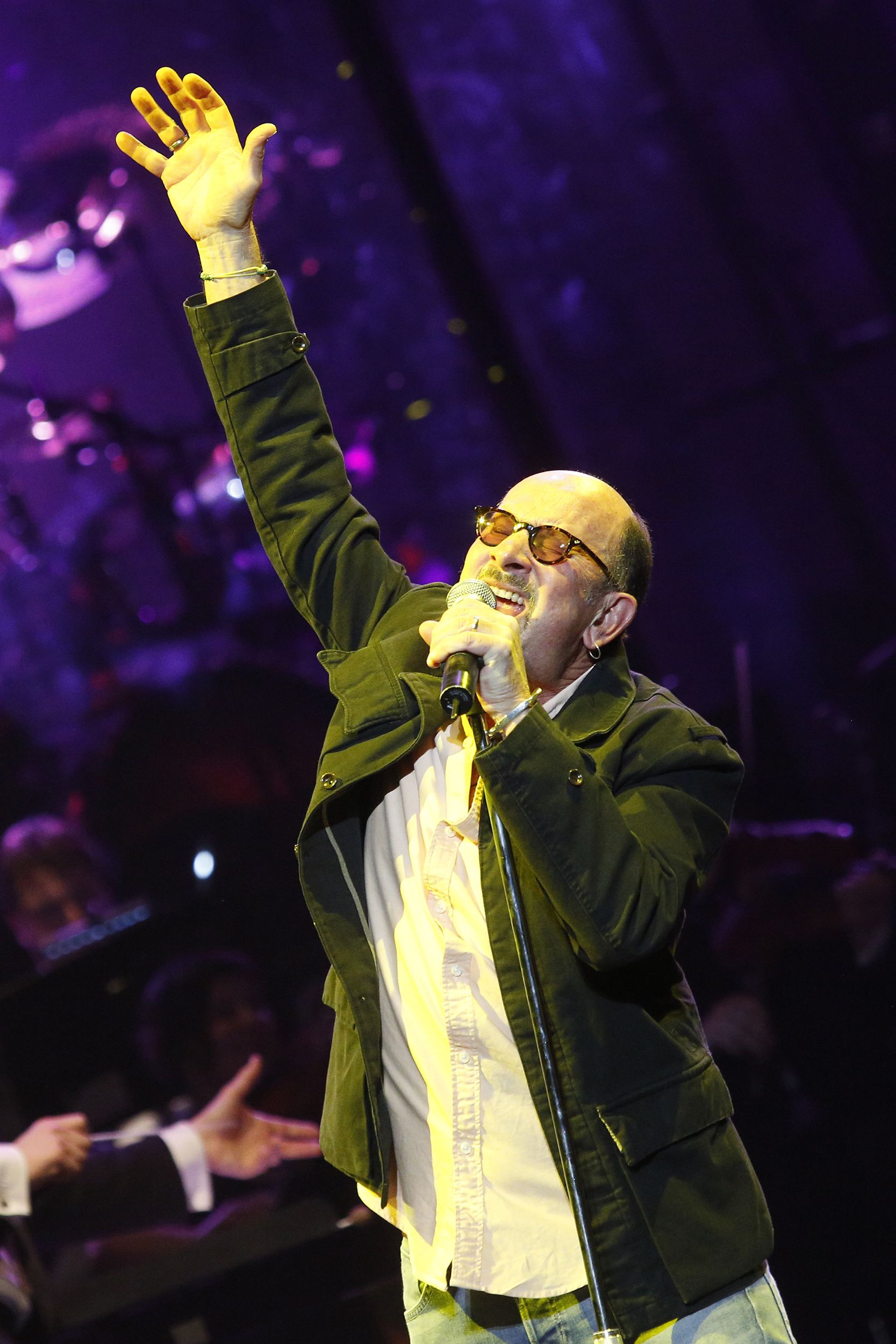
Chris Thompson (* 1948)

- Thompson, Chris (1952–2015), US-amerikanischer Drehbuchautor und Executive Producer
- Thompson, Chris (* 1978), US-amerikanischer Schwimmer
- Thompson, Chris (* 1990), US-amerikanischer American-Football-Spieler
- Thompson, Christopher (* 1961), kanadischer Astronom und Astrophysiker
- Thompson, Christopher (* 1966), französischer Schauspieler und Drehbuchautor
- Thompson, Christopher (* 1981), britischer Langstreckenläufer
- Thompson, Chuck (1926–1982), US-amerikanischer Jazz-Schlagzeuger des Bebop
- Thompson, Clara (1893–1958), US-amerikanische Ärztin, Psychoanalytikerin und Psychotherapeutin
- Thompson, Clara Mildred (1881–1975), US-amerikanische Historikerin und Hochschullehrerin
- Thompson, Clark W. (1896–1981), US-amerikanischer Politiker
- Thompson, Clay (* 1992), US-amerikanischer Tennisspieler
- Thompson, Cliff (1893–1974), US-amerikanischer Eishockeytrainer
- Thompson, Cody (* 1996), US-amerikanischer American-Football-Spieler
- Thompson, Courtney (* 1984), US-amerikanische Volleyballspielerin
- Thompson, Craig (* 1975), US-amerikanischer Comiczeichner
- Thompson, Craig B. (* 1953), US-amerikanischer Immunologe, Onkologe und Krebsforscher
- Thompson, Curtis (* 1996), US-amerikanischer Speerwerfer
- Thompson, Cynthia (1922–2019), jamaikanische Sprinterin
- Thompson, Cyrus (1855–1930), US-amerikanischer Politiker (Populist Party, Republikanische Partei)

###### Thompson, D
- Thompson, Daley (* 1958), britischer LeichtathletDaley Thompson (* 1958)

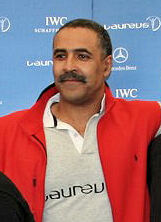
Daley Thompson (* 1958)

- Thompson, Daniel Pierce (1795–1868), US-amerikanischer Politiker, Schriftsteller und Richter
- Thompson, Danièle (* 1942), französische Drehbuchautorin und Filmeditorin
- Thompson, Danny (* 1939), britischer Jazz-Kontrabassist
- Thompson, Danny Ray (1947–2020), amerikanischer Jazzmusiker (Fagott, Saxophon)
- Thompson, D’Arcy Wentworth (1860–1948), britischer Mathematiker und Biologe
- Thompson, Darrell (* 1967), US-amerikanischer American-Football-Spieler
- Thompson, Darryl (1955–2014), US-amerikanischer Gitarrist
- Thompson, Dave (* 1960), britischer Musikjournalist und Autor
- Thompson, David, US-amerikanischer Elektroingenieur
- Thompson, David (1770–1857), kanadischer Kartograf und Pelzhändler
- Thompson, David (* 1949), schottischer Politiker und Mitglied der Scottish National Party (SNP)
- Thompson, David (* 1954), US-amerikanischer Basketballspieler
- Thompson, David (1961–2010), barbadischer Politiker, Premierminister von Barbados
- Thompson, David (* 1977), englischer Fußballspieler
- Thompson, David Bernard (1923–2013), US-amerikanischer römisch-katholischer Theologe, Bischof von Charleston
- Thompson, David D. (* 1963), US-amerikanischer GeneralDavid D. Thompson (* 1963)

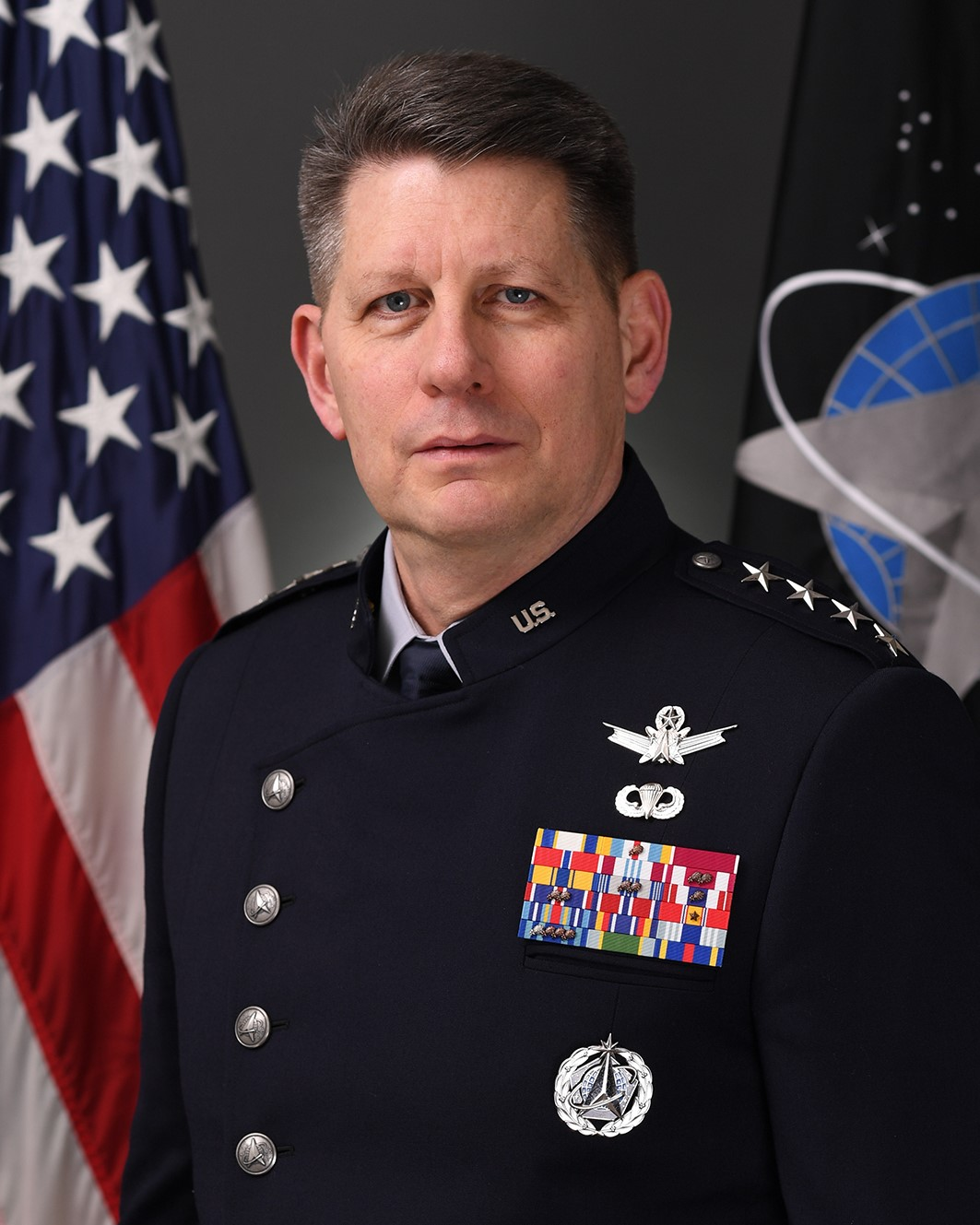
David D. Thompson (* 1963)

- Thompson, David Lee (* 1951), US-amerikanischer Bildhauer, Assemblage-Künstler und Dichter
- Thompson, David P. (1834–1901), US-amerikanischer Politiker
- Thompson, Deon (* 1988), US-amerikanischer Basketballspieler
- Thompson, Dick (1920–2014), US-amerikanischer Automobilrennfahrer
- Thompson, Dickie (1917–2007), US-amerikanischer R&B- und Jazzmusiker
- Thompson, Dijon (* 1983), US-amerikanischer Basketballspieler
- Thompson, Don, kanadischer Schauspieler
- Thompson, Don (1932–2004), kanadischer Jazzmusiker, Arrangeur und Komponist
- Thompson, Don (1933–2006), britischer Leichtathlet und Olympiasieger
- Thompson, Don (* 1940), kanadischer Jazzmusiker und Komponist
- Thompson, Don (* 1963), US-amerikanischer Manager
- Thompson, Dorothy (1893–1961), US-amerikanische Schriftstellerin und JournalistinDorothy Thompson (1893–1961)

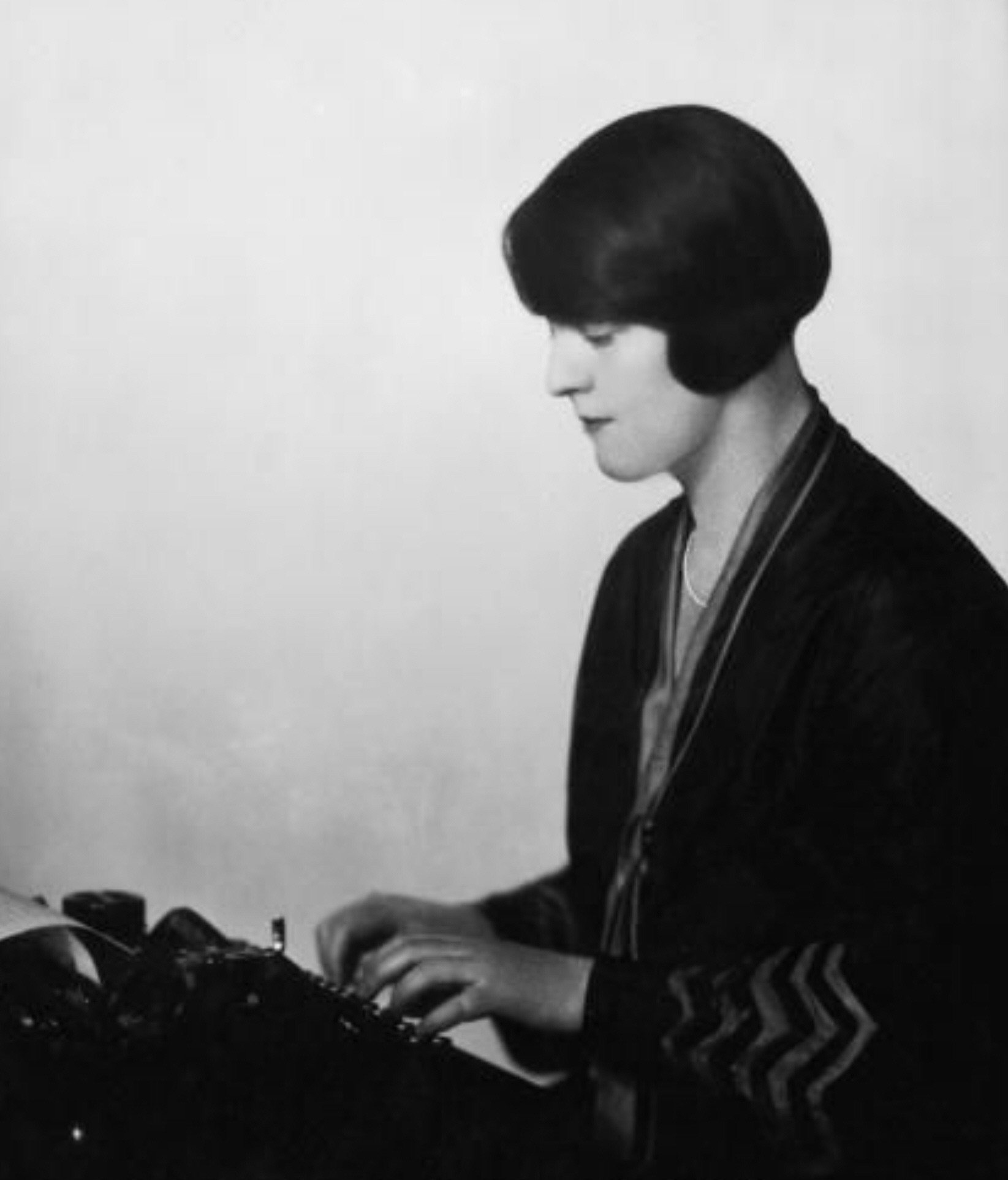
Dorothy Thompson (1893–1961)

- Thompson, Dorothy Burr (1900–2001), US-amerikanische Klassische Archäologin
- Thompson, Duane (1903–1970), US-amerikanische Schauspielerin und Radiosprecherin
- Thompson, Dudley (1917–2012), jamaikanischer Rechtsanwalt, Diplomat und Politiker

###### Thompson, E
- Thompson, E. V. (1931–2012), britischer Schriftsteller
- Thompson, Eddie (1925–1986), britischer Jazzpianist
- Thompson, Edith (1893–1923), britische Staatsbürgerin, hingerichtet wegen Beihilfe zum Mord
- Thompson, Edward (1881–1954), britischer Eisenbahningenieur
- Thompson, Edward A. (1914–1994), irischer Althistoriker
- Thompson, Edward Herbert (1857–1935), US-amerikanischer Diplomat und Archäologe auf der Halbinsel Yucatán in Mexiko
- Thompson, Edward Maunde (1840–1929), britischer Bibliothekar und Paläograph
- Thompson, Edward P. (1924–1993), britischer Historiker, Sozialist und Friedensaktivist
- Thompson, Eli (1973–2009), US-amerikanischer Fallschirm- und Objektspringer
- Thompson, Eliza (1816–1905), US-amerikanische Aktivistin der Abstinenzbewegung
- Thompson, Elizabeth (1846–1933), britische Schlachtenmalerin
- Thompson, Elizabeth A. (* 1949), britisch-amerikanische Statistikerin und Hochschullehrerin
- Thompson, Eloise Bibb (1878–1928), amerikanische Pädagogin, Dramatikerin, Dichterin und Journalistin
- Thompson, Emma (* 1959), britische Schauspielerin, Filmproduzentin, Drehbuchautorin sowie unter anderem mehrfache Golden-Globe- und Oscar-PreisträgerinEmma Thompson (* 1959)

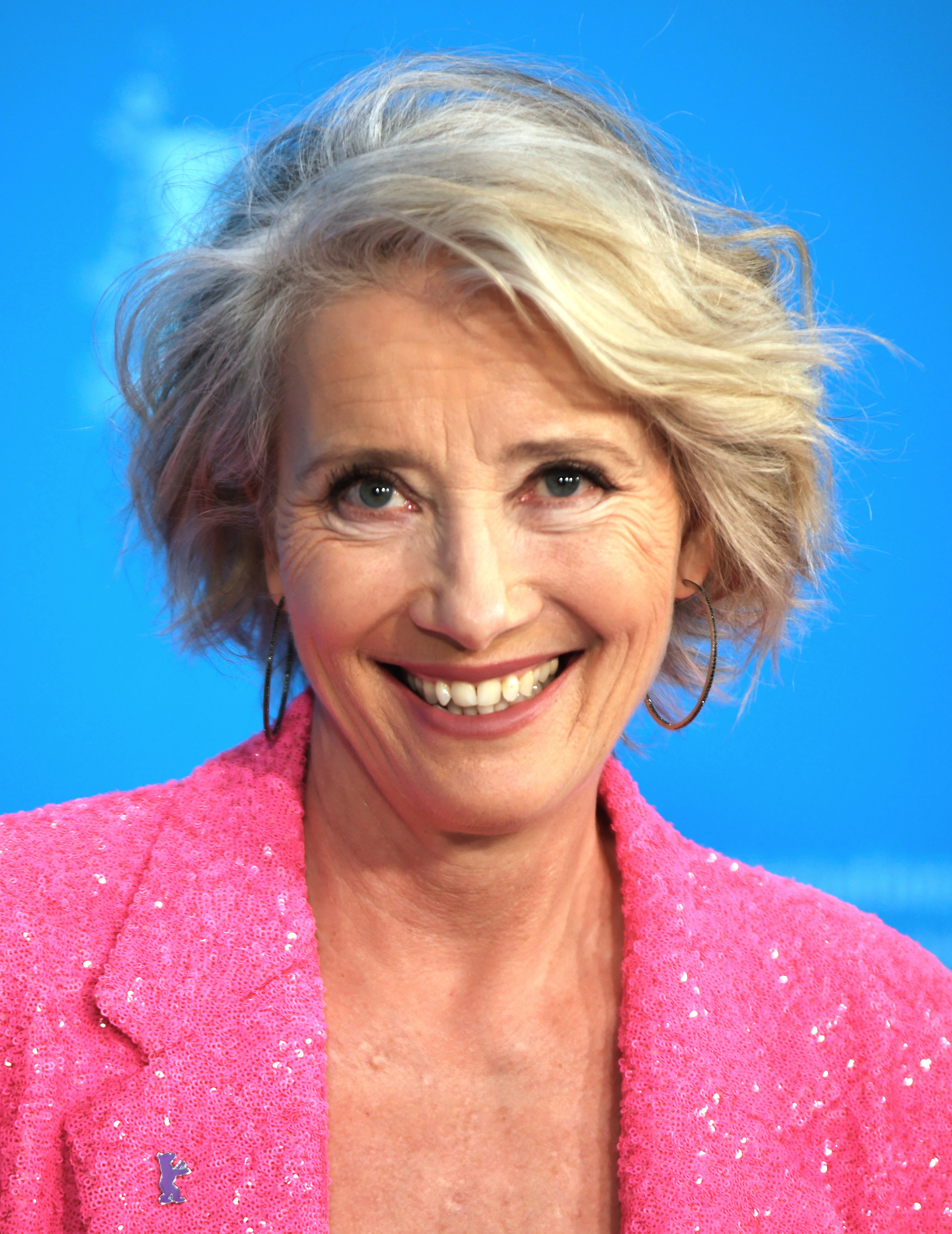
Emma Thompson (* 1959)

- Thompson, Eric (1898–1975), britischer Anthropologe, Pionier der Maya-Forschung
- Thompson, Eric (1919–2015), britischer Automobilrennfahrer
- Thompson, Eric (1927–1996), britischer Radrennfahrer
- Thompson, Erin L., US-amerikanische Kunsthistorikerin und Juristin
- Thompson, Ernest (1892–1961), US-amerikanischer Old-Time-Musiker
- Thompson, Ernest (* 1949), US-amerikanischer Drehbuchautor, Regisseur und Schauspieler
- Thompson, Ernest Geoffrey, englischer Snookerspieler
- Thompson, Evan (* 1962), Philosoph

###### Thompson, F
- Thompson, F. Thomas, US-amerikanischer Art Director
- Thompson, Fletcher (1925–2022), US-amerikanischer Politiker
- Thompson, Flora (1876–1947), englische Dichterin
- Thompson, Florence Shoemaker (1892–1961), US-amerikanische Polizistin
- Thompson, Fountain L. (1854–1942), US-amerikanischer Politiker
- Thompson, Francis (1859–1907), britischer Dichter
- Thompson, Francis (1908–2003), US-amerikanischer Filmregisseur, Filmproduzent und Drehbuchautor
- Thompson, Frank (1918–1989), US-amerikanischer Politiker
- Thompson, Fred (1942–2015), US-amerikanischer Filmschauspieler und PolitikerFred Thompson (1942–2015)

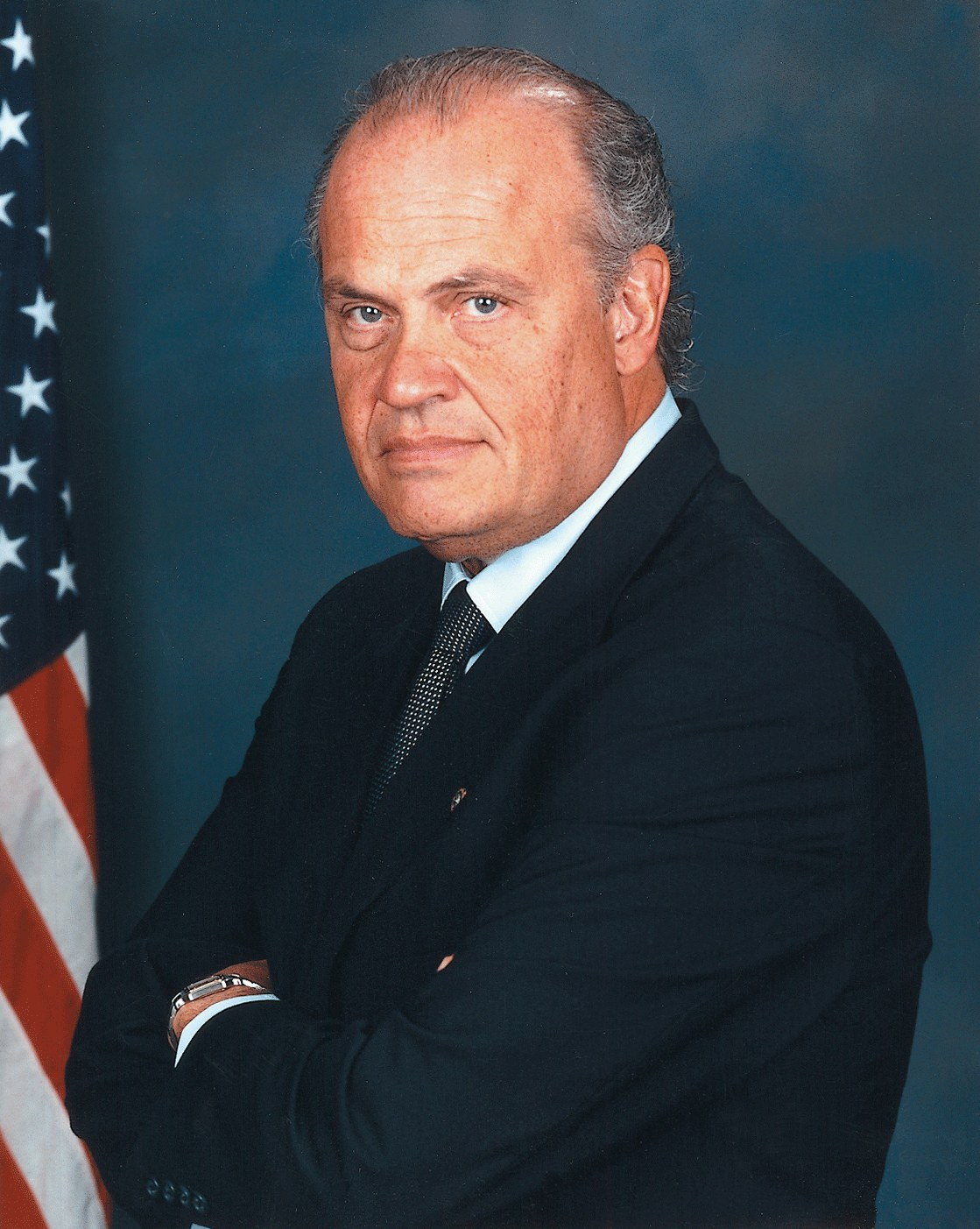
Fred Thompson (1942–2015)

- Thompson, Freda (1906–1980), erste australische Pilotin
- Thompson, Frederic (1873–1919), US-amerikanischer Architekt, Ingenieur, Erfinder und Schausteller
- Thompson, Frederick (1908–1971), neuseeländischer Ruderer
- Thompson, Fredy (* 1982), guatemaltekischer Fußballspieler

###### Thompson, G
- Thompson, G. David (1899–1965), US-amerikanischer Industrieller, Kunstsammler und -mäzen
- Thompson, G. R. (* 1937), amerikanischer Literaturwissenschaftler
- Thompson, Gabriel (1861–1935), Maler und Illustrator
- Thompson, Gail (* 1958), britische Bandleaderin und Arrangeurin
- Thompson, Gary (* 1992), irisch-japanischer Automobilrennfahrer
- Thompson, Gary Scott (* 1959), US-amerikanischer Filmproduzent
- Thompson, Gay (* 1948), australische Politikerin (Labor Party)
- Thompson, Geoff (* 1945), englischer Fußballfunktionär
- Thompson, Geoff (* 1960), britischer Sachbuchautor
- Thompson, George A. (1919–2017), US-amerikanischer Geologe
- Thompson, George W. (1806–1888), US-amerikanischer Jurist und Politiker
- Thompson, Georgia, US-amerikanische Schauspielerin, Stuntfrau und Tänzerin
- Thompson, Glenn (* 1959), US-amerikanischer Politiker
- Thompson, Greg (* 1956), australischer anglikanischer Bischof

###### Thompson, H
- Thompson, H. Keith (1922–2002), US-amerikanischer Rechtsextremist und Autor
- Thompson, Hank (1925–2007), US-amerikanischer Country-Sänger
- Thompson, Hanna (* 1983), US-amerikanische Florettfechterin
- Thompson, Harold Warris (1908–1983), englischer Chemiker
- Thompson, Harry (1960–2005), britischer Autor und Produzent
- Thompson, Harry Langhorne (1857–1902), britischer Kolonialbeamter
- Thompson, Hayden (* 1938), US-amerikanischer Country- und Rockabilly-Musiker
- Thompson, Hedge (1780–1828), US-amerikanischer Politiker
- Thompson, Henry (1820–1904), britischer Chirurg
- Thompson, Hewlett (1929–2025), britischer Theologe; Bischof von Exeter
- Thompson, Homer A. (1906–2000), US-amerikanischer Klassischer Archäologe kanadischer Herkunft
- Thompson, Howard (1919–2002), US-amerikanischer Journalist und Filmkritiker
- Thompson, Hugh junior (1943–2006), US-amerikanischer Militär, Hubschrauberpilot im Vietnamkrieg, spielte eine wesentliche Rolle in der Beendigung des Massakers von My LaiHugh Thompson junior (1943–2006)

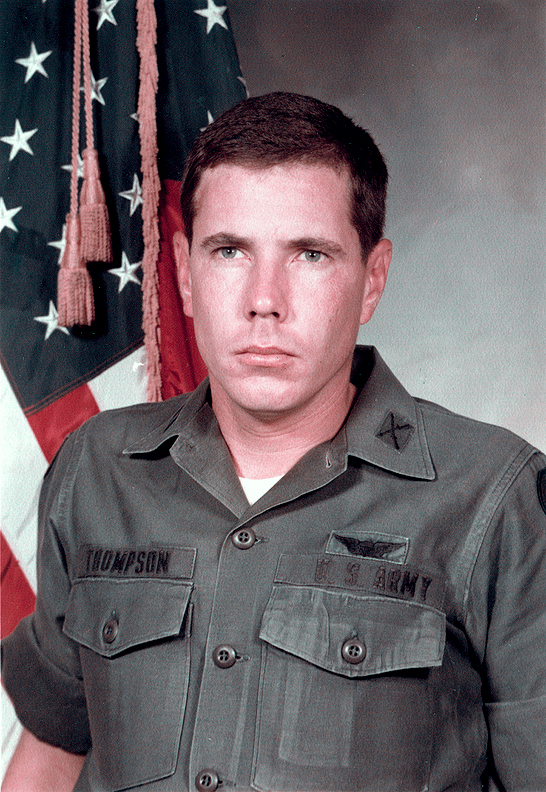
Hugh Thompson junior (1943–2006)

- Thompson, Hugh Smith (1836–1904), Gouverneur von South Carolina
- Thompson, Hunter S. (1937–2005), US-amerikanischer Schriftsteller und ReporterHunter S. Thompson (1937–2005)

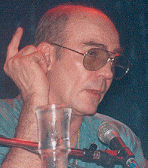
Hunter S. Thompson (1937–2005)

###### Thompson, I
- Thompson, Ian (* 1949), englischer Marathonläufer
- Thompson, Ian (1968–1999), bahamaischer Hochspringer
- Thompson, Inga (* 1964), US-amerikanische Radrennfahrerin
- Thompson, Isaiah J. (* 1997), US-amerikanischer Jazzmusiker (Piano)

###### Thompson, J
- Thompson, J. Lee (1914–2002), britischer Regisseur
- Thompson, Jack (1904–1946), US-amerikanischer Boxer
- Thompson, Jack (* 1940), australischer Schauspieler
- Thompson, Jack (* 1951), US-amerikanischer Anwalt
- Thompson, Jacob (1810–1885), US-amerikanischer Politiker
- Thompson, James (1806–1874), US-amerikanischer Jurist und Politiker
- Thompson, James (1889–1967), englischer Tischtennisspieler und -funktionär
- Thompson, James (1906–1966), kanadischer Schwimmer
- Thompson, James (* 1974), britischer Automobilrennfahrer
- Thompson, James (* 1986), südafrikanischer Ruderer
- Thompson, James Burleigh (1921–2011), US-amerikanischer Mineraloge, Geologe und Petrologe
- Thompson, James E. junior (1935–2017), US-amerikanischer Offizier, Generalleutnant der US-Army
- Thompson, James Granville (1849–1921), US-amerikanischer Soldat, Private der US Army, Träger der Medal of Honor
- Thompson, James Matthew (1878–1956), britischer Geistlicher der Church of England und Historiker
- Thompson, James R. (1936–2020), US-amerikanischer Politiker, Gouverneur von Illinois
- Thompson, Janet (* 1956), britische Eiskunstläuferin
- Thompson, Janine (* 1967), australische Tennisspielerin
- Thompson, Janna (1942–2022), australische Philosophin und Hochschullehrerin
- Thompson, Jasmine (* 2000), britische SängerinJasmine Thompson (* 2000)

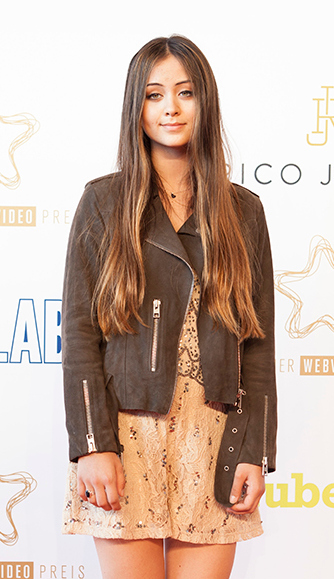
Jasmine Thompson (* 2000)

- Thompson, Jason (* 1974), US-amerikanischer Redakteur, Journalist und Comiczeichner
- Thompson, Jason (* 1986), US-amerikanischer Basketballspieler
- Thompson, Jean (1910–1976), kanadische Mittelstreckenläuferin
- Thompson, Jenna (* 1988), kanadische Springreiterin
- Thompson, Jennifer (* 1938), neuseeländische Diskuswerferin und Kugelstoßerin
- Thompson, Jenny (* 1973), US-amerikanische Schwimmerin
- Thompson, Jerald (1923–2021), US-amerikanischer Leichtathlet
- Thompson, Jerrol, vincentischer Politiker
- Thompson, Jeter (1930–2017), US-amerikanischer Jazzmusiker (Piano, Komposition)
- Thompson, Jill (* 1966), US-amerikanische Schriftstellerin und Illustratorin
- Thompson, Jill Long (* 1952), US-amerikanische Politikerin
- Thompson, Jim (* 1906), US-amerikanischer Unternehmer der Seiden- und Textilindustrie
- Thompson, Jim (1906–1977), US-amerikanischer Schriftsteller
- Thompson, Jim (1936–2003), britischer anglikanischer Theologe und Bischof von Bath und Wells
- Thompson, Joanne (* 1965), britische Feldhockeyspielerin
- Thompson, Jody (* 1976), kanadische Schauspielerin
- Thompson, Joel (1760–1843), US-amerikanischer Jurist und Politiker
- Thompson, John (1749–1823), US-amerikanischer Jurist und Politiker
- Thompson, John (1809–1890), US-amerikanischer Jurist und Politiker
- Thompson, John (1845–1894), kanadischer Rechtsanwalt, Richter und PolitikerJohn Thompson (1845–1894)

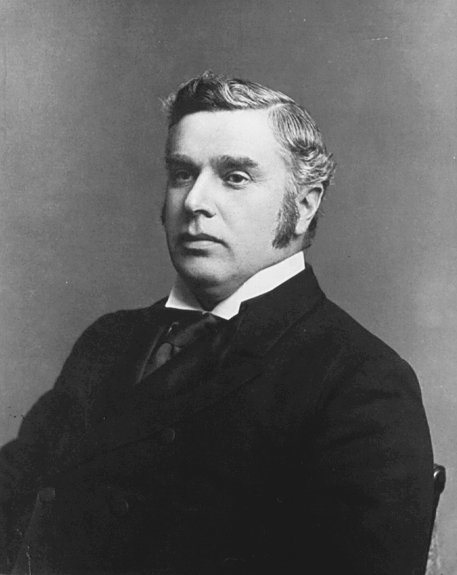
John Thompson (1845–1894)

- Thompson, John (1852–1919), US-amerikanischer Politiker
- Thompson, John (* 1945), deutscher Produzent, Regisseur und Drehbuchautor von Pornofilmen in Berlin
- Thompson, John (1962–2017), US-amerikanisches Justizopfer, unschuldig zum Tode Verurteilter
- Thompson, John Burton (1810–1874), US-amerikanischer Politiker
- Thompson, John Douglas (* 1964), englisch-amerikanischer Schauspieler
- Thompson, John Edward (1882–1945), US-amerikanischer Künstler und Kunstpädagoge
- Thompson, John Griggs (* 1932), US-amerikanischer Mathematiker
- Thompson, John H., US-amerikanischer Politiker
- Thompson, John McCandless (1829–1903), US-amerikanischer Politiker
- Thompson, John N. (* 1951), US-amerikanischer Evolutionsbiologe
- Thompson, John P. (1857–1940), Erfinder des Kreuzschlitz-Schraubenkopfs
- Thompson, John Reuben (1823–1873), US-amerikanischer Dichter, Journalist, Herausgeber und Verleger
- Thompson, John T. (1860–1940), US-amerikanischer General und Fachmann für leichte Waffen, Erfinder einer Maschinenpistole
- Thompson, John Vaughan (1779–1847), britischer Arzt, Zoologe und Botaniker
- Thompson, John W. (* 1949), US-amerikanischer Manager
- Thompson, Jon (1936–2016), britischer Künstler, Kurator und Hochschullehrer
- Thompson, Jordan (* 1994), australischer TennisspielerJordan Thompson (* 1994)

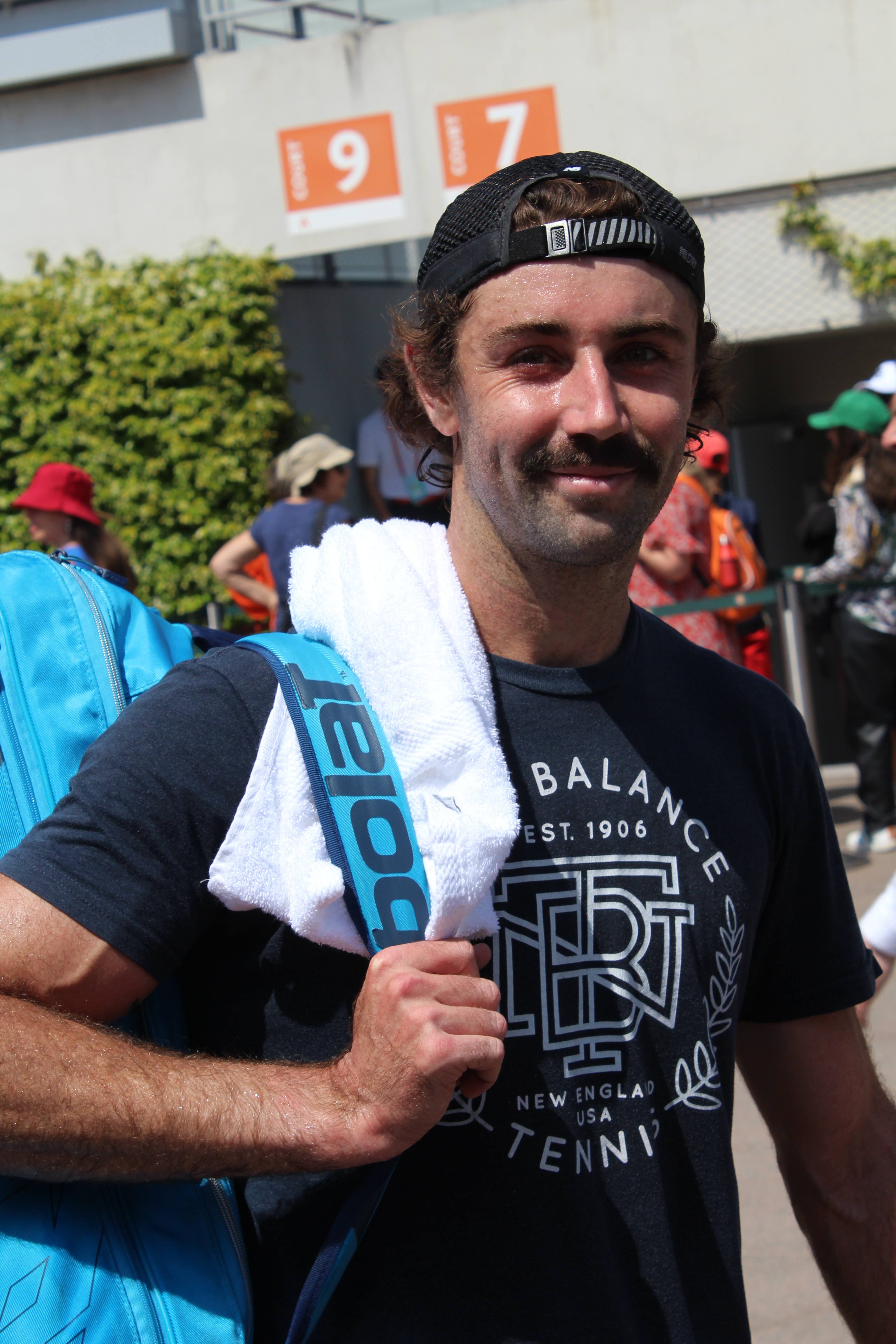
Jordan Thompson (* 1994)

- Thompson, Jordan (* 1997), nordirischer Fußballspieler
- Thompson, Joseph, britischer Schauspieler
- Thompson, Joseph Bryan (1871–1919), US-amerikanischer Politiker
- Thompson, Joseph-Antonio (1896–1974), kanadischer Organist, Chorleiter und Musikpädagoge
- Thompson, Josh (* 1962), US-amerikanischer Biathlet
- Thompson, Josh (* 1978), US-amerikanischer Countrysänger
- Thompson, Joshua (* 1993), US-amerikanischer Mittel- und Langstreckenläufer
- Thompson, Junior (1937–1978), US-amerikanischer Rockabilly-Musiker
- Thompson, Justin (* 1969), australischer Dartspieler
- Thompson, Justin K. (* 1974), US-amerikanischer Szenenbildner und Filmregisseur

###### Thompson, K
- Thompson, Kate (* 1956), britische Schriftstellerin
- Thompson, Kate (* 1959), nordirische Schriftstellerin und Schauspielerin
- Thompson, Kay (1909–1998), US-amerikanische Sängerin, Arrangeurin, Komponistin, Schauspielerin und Schriftstellerin
- Thompson, Kemel (* 1974), jamaikanischer Leichtathlet
- Thompson, Ken (* 1943), US-amerikanischer Informatiker
- Thompson, Kenan (* 1978), US-amerikanischer Schauspieler
- Thompson, Kenneth (1881–1933), englischer Eishockeyspieler
- Thompson, Kiera, britische Schauspielerin
- Thompson, Kishane (* 2001), jamaikanischer Leichtathlet
- Thompson, Klay (* 1990), US-amerikanischer Basketballspieler
- Thompson, Kristin (* 1950), amerikanische Filmtheoretikerin und Autorin

###### Thompson, L
- Thompson, LaMarcus Adna (1848–1919), US-amerikanischer Achterbahnkonstrukteur
- Thompson, Larry (* 1945), US-amerikanischer Jurist und Manager
- Thompson, Launt (1833–1894), britisch-US-amerikanischer Bildhauer
- Thompson, Lea (* 1961), US-amerikanische Schauspielerin und RegisseurinLea Thompson (* 1961)

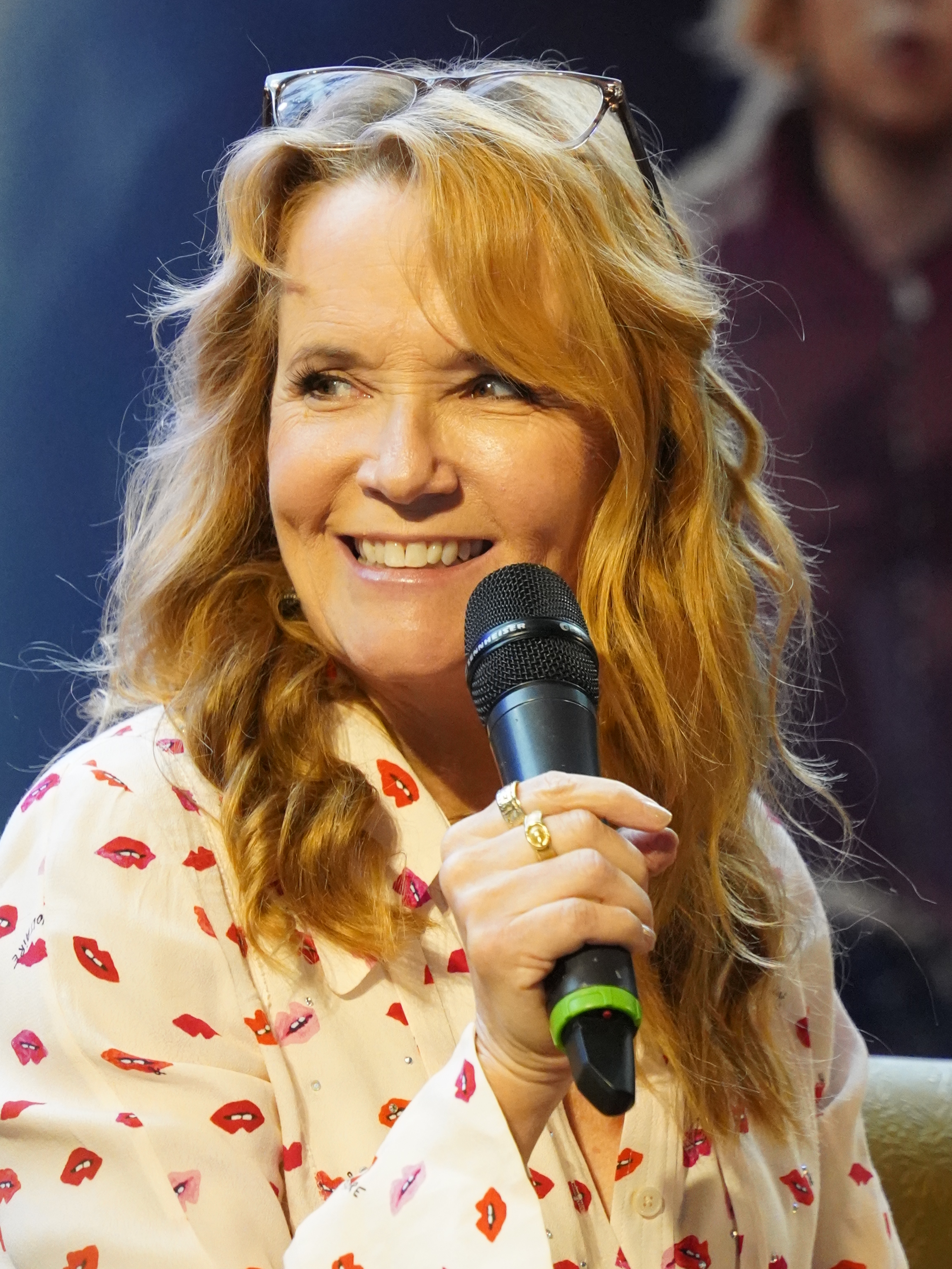
Lea Thompson (* 1961)

- Thompson, Lee (* 1997), britischer Sprinter
- Thompson, Leo († 1987), englischer Tischtennisspieler
- Thompson, Leopoldo (1890–1925), argentinischer Kontrabassist, Gitarrist und Tangokomponist
- Thompson, Les (1923–2013), US-amerikanischer Jazzmusiker
- Thompson, Lesley (* 1959), kanadische Ruderin
- Thompson, Leslie (1901–1987), britischer Jazzmusiker jamaikanischen Ursprungs
- Thompson, Leslie (* 1963), US-amerikanische Skilangläuferin
- Thompson, Lexi (* 1995), US-amerikanische Golfsportlerin
- Thompson, Linda (* 1947), britische Folksängerin
- Thompson, Linda (* 1950), US-amerikanische Liedtexterin und SchauspielerinLinda Thompson (* 1950)

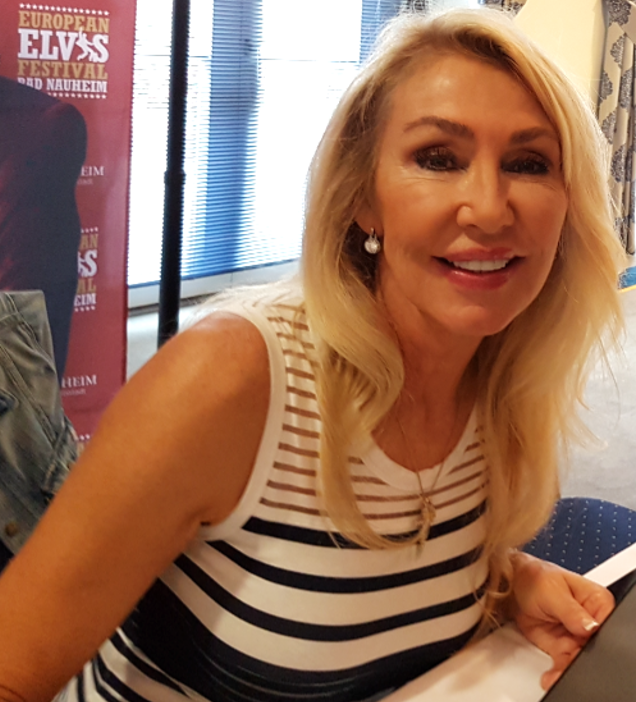
Linda Thompson (* 1950)

- Thompson, Linda G. (* 1948), deutsche Popsängerin
- Thompson, Lindsay (1923–2008), australischer Politiker
- Thompson, Lisa, australische Szenenbildnerin
- Thompson, Llewellyn E. (1904–1972), US-amerikanischer Diplomat und Botschafter
- Thompson, Logan (* 1997), kanadischer Eishockeytorwart
- Thompson, Lonnie G. (* 1948), US-amerikanischer Paläoklimatologe
- Thompson, Lucky (1924–2005), US-amerikanischer Saxophonist und Komponist
- Thompson, Ludwig Alfons August von (1823–1904), sachsen-weimarischer Hauptmann, später königlich preußischer Generalmajor und zuletzt Kommandeur der 38. Infanteriebrigade
- Thompson, Luke (* 1988), britischer Schauspieler
- Thompson, Lydia (1838–1908), britische Tänzerin

###### Thompson, M
- Thompson, Madeleine (* 1990), US-amerikanische Fußballspielerin
- Thompson, Malachi (1949–2006), US-amerikanischer Jazztrompeter
- Thompson, Marc (* 1953), US-amerikanischer Radrennfahrer
- Thompson, Margaret (1911–1992), amerikanische Numismatikerin
- Thompson, Marielle (* 1992), kanadische Freestyle-Skisportlerin
- Thompson, Mark (* 1957), britischer Medienmanager
- Thompson, Mark R. (* 1960), US-amerikanischer Politikwissenschaftler
- Thompson, Marshall (1925–1992), US-amerikanischer SchauspielerMarshall Thompson (1925–1992)

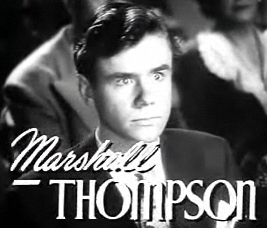
Marshall Thompson (1925–1992)

- Thompson, Mary, schottische Badmintonspielerin
- Thompson, Mary E. (* 1944), kanadische Statistikerin und Hochschullehrerin
- Thompson, Mary Harris (1829–1895), US-amerikanische Ärztin und Hochschullehrerin
- Thompson, Matt (* 1982), australischer Fußballspieler
- Thompson, Matthew († 1790), britischer Seemann
- Thompson, Mayo (* 1944), US-amerikanischer Musiker und Bildender Künstler
- Thompson, Melvin E. (1903–1980), US-amerikanischer Politiker und Gouverneur von Georgia
- Thompson, Michael (* 1954), US-amerikanischer Gitarrist und Songwriter
- Thompson, Mickey (1928–1988), US-amerikanischer Rennfahrer, Konstrukteur, Geschäftsmann und Erfinder
- Thompson, Mike (* 1951), US-amerikanischer Politiker
- Thompson, Mildred (1936–2003), US-amerikanische Bildende Künstlerin
- Thompson, Milton O. (1926–1993), US-amerikanischer Astronaut und Testpilot
- Thompson, Mychal (* 1955), bahamaischer Basketballspieler

###### Thompson, N
- Thompson, Nate (* 1984), US-amerikanischer Eishockeyspieler
- Thompson, Nick (* 1981), US-amerikanischer Kampfsportler
- Thompson, Nikeata (* 1980), deutsch-britische TänzerinNikeata Thompson (* 1980)

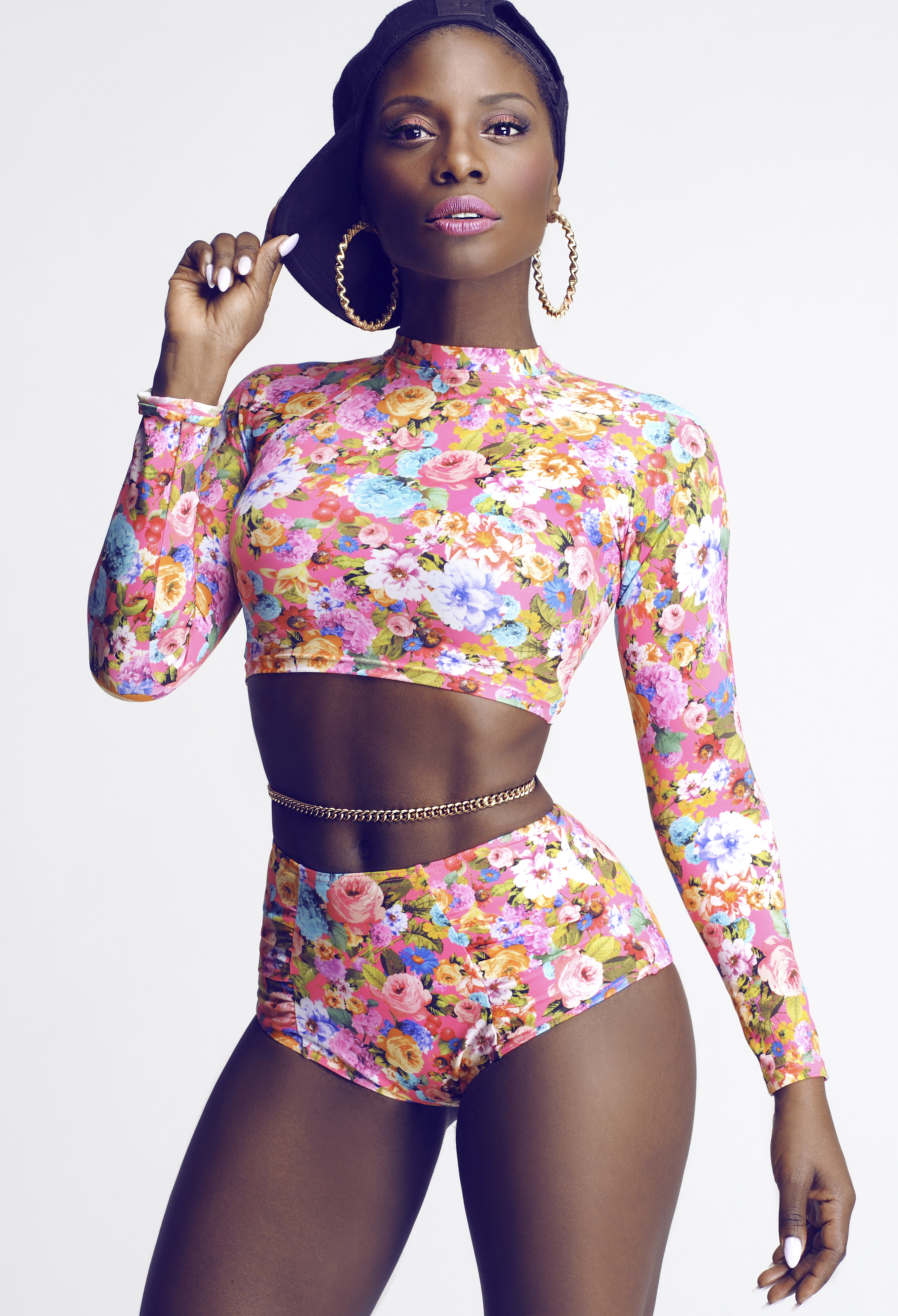
Nikeata Thompson (* 1980)

###### Thompson, O
- Thompson, Obadele (* 1976), barbadischer Leichtathlet
- Thompson, Owen (* 1978), britischer Politiker

###### Thompson, P
- Thompson, Pat (* 1972), kanadischer Eishockeyspieler
- Thompson, Paul (1906–1991), kanadischer Eishockeyspieler
- Thompson, Paul (1931–2007), britischer Sinologe
- Thompson, Paul (* 1940), kanadischer Theaterregisseur und Stückeschreiber
- Thompson, Paul (* 1988), US-amerikanischer Eishockeyspieler
- Thompson, Pearl (* 1957), englischer Gitarrist und KunstmalerPearl Thompson (* 1957)

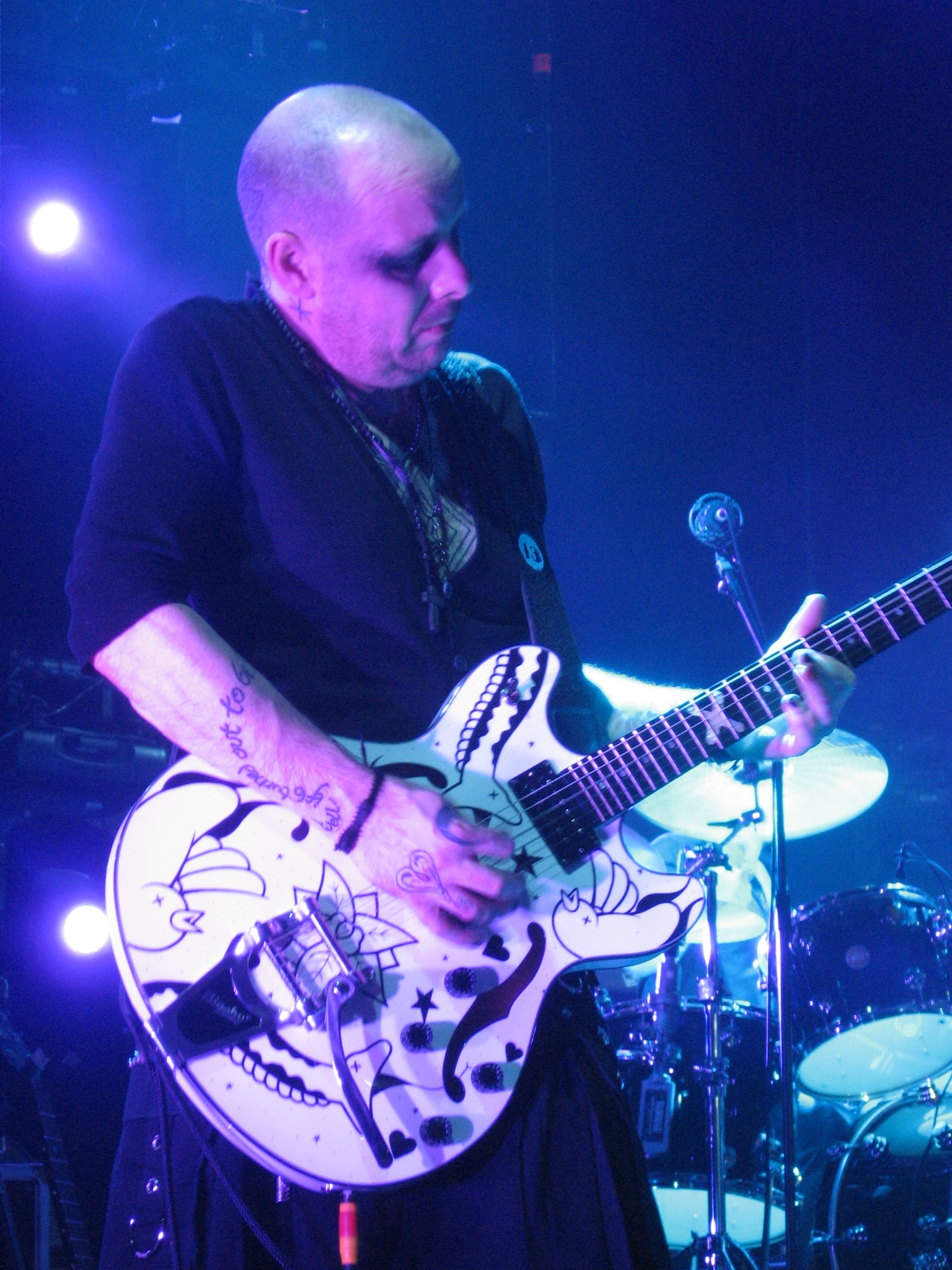
Pearl Thompson (* 1957)

- Thompson, Peter (1942–2018), englischer Fußballspieler
- Thompson, Phil (* 1954), englischer Fußballspieler und Fußballtrainer
- Thompson, Philip (1789–1836), US-amerikanischer Politiker
- Thompson, Philip B. (1845–1909), US-amerikanischer Politiker
- Thompson, Philip R. (1766–1837), US-amerikanischer Politiker

###### Thompson, R
- Thompson, Randall (1899–1984), US-amerikanischer Komponist
- Thompson, Raymond (1949–2025), neuseeländischer Filmproduzent, Drehbuchautor und Regisseur
- Thompson, Reece (* 1988), kanadischer Schauspieler
- Thompson, Reginald Campbell (1876–1941), britischer Archäologe und Assyriologe
- Thompson, Reuben (* 2001), neuseeländischer Radrennfahrer
- Thompson, Ria (* 1997), australische Ruderin
- Thompson, Richard (* 1949), englischer Folkrocksänger und -gitarrist
- Thompson, Richard (1957–2016), US-amerikanischer Comiczeichner
- Thompson, Richard (* 1985), Sprinter aus Trinidad und Tobago
- Thompson, Richard H. (1926–2016), US-amerikanischer Offizier, General der US-Army
- Thompson, Richard W. (1809–1900), US-amerikanischer Politiker
- Thompson, Robert (* 1959), US-amerikanischer Medienhistoriker
- Thompson, Robert A. (1805–1876), US-amerikanischer Politiker
- Thompson, Robert E. (1924–2004), US-amerikanischer Drehbuchautor
- Thompson, Robynne (* 1991), kanadische Skeletonsportlerin
- Thompson, Ron (1953–2020), US-amerikanischer Gitarrist, Sänger und Songwriter
- Thompson, Roy (1933–2021), jamaikanischer Polizeichef
- Thompson, Ruth (1887–1970), US-amerikanische Politikerin
- Thompson, Ruth Plumly (1891–1976), US-amerikanische Kinderbuchautorin
- Thompson, Ryan (* 1988), US-amerikanischer Basketballspieler

###### Thompson, S
- Thompson, Sada (1929–2011), US-amerikanische SchauspielerinSada Thompson (1929–2011)

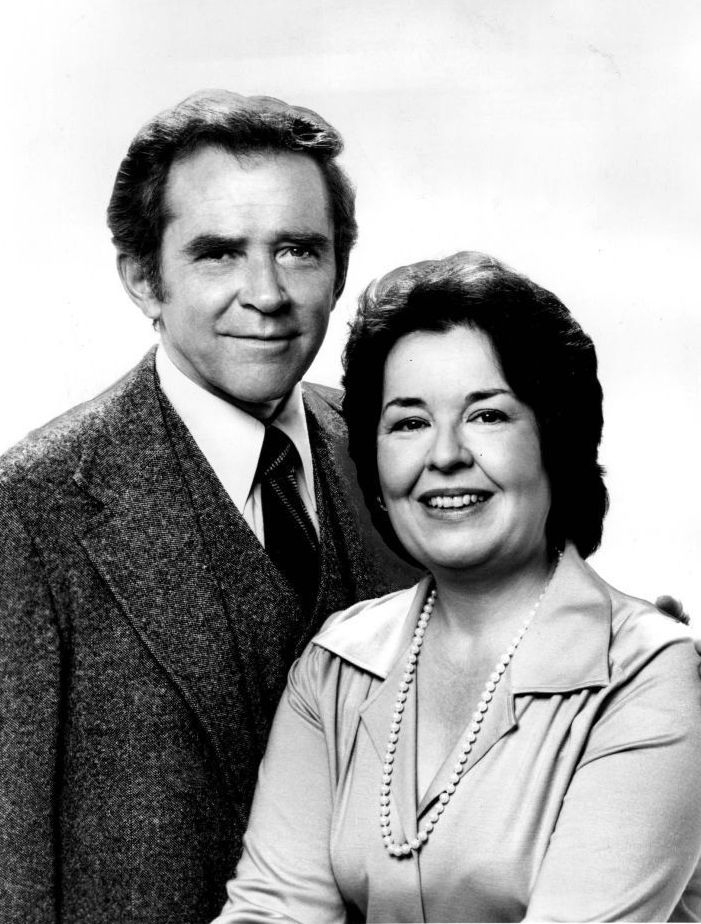
Sada Thompson (1929–2011)

- Thompson, Sam (1860–1922), US-amerikanischer Baseballspieler
- Thompson, Sam (* 1993), australischer Tennisspieler
- Thompson, Sarah (* 1979), US-amerikanische Schauspielerin
- Thompson, Scott (* 1959), kanadischer Schauspieler und Komiker
- Thompson, Scottie (* 1981), US-amerikanische Schauspielerin
- Thompson, Shaq (* 1994), US-amerikanischer American-Football-Spieler
- Thompson, Shelley (* 1984), deutsche Fußballspielerin
- Thompson, Silvanus Phillips (1851–1916), englischer Physiker
- Thompson, Simon, Friseur
- Thompson, Skylar (* 1997), US-amerikanischer American-Football-Spieler
- Thompson, Smith (1768–1843), US-amerikanischer Jurist und Politiker
- Thompson, Sonny (1922–1989), US-amerikanischer R&B-Pianist, Produzent und Songwriter
- Thompson, Sophie (* 1962), britische SchauspielerinSophie Thompson (* 1962)

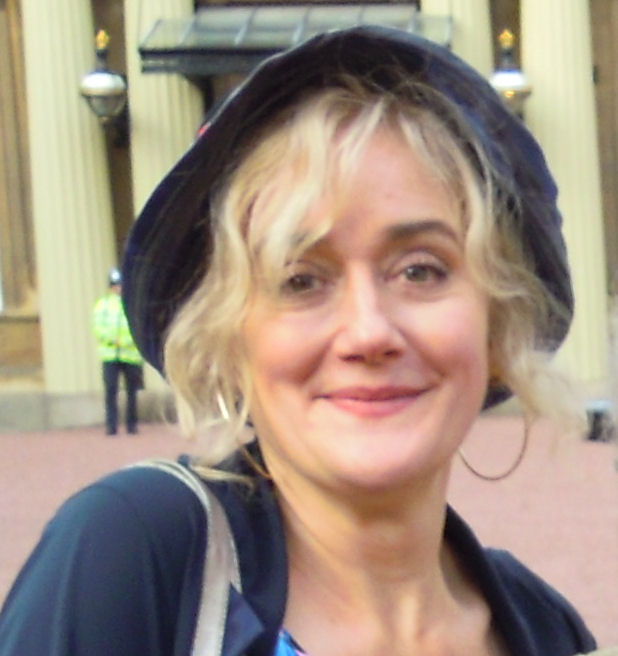
Sophie Thompson (* 1962)

- Thompson, Stanley (1893–1953), kanadischer Golfarchitekt und Hauptvertreter des Goldenen Zeitalters der Golfarchitektur
- Thompson, Stanley G. (1912–1976), US-amerikanischer Nuklearchemiker
- Thompson, Stephen (* 1967), britischer Dramatiker und Drehbuchautor
- Thompson, Steve M. (* 1944), US-amerikanischer Politiker
- Thompson, Stith (1885–1976), US-amerikanischer Volkskundler
- Thompson, Sue (1925–2021), US-amerikanische Popmusik- und Country-Sängerin
- Thompson, Susanna (* 1958), US-amerikanische Schauspielerin

###### Thompson, T
- Thompson, T. Ashton (1916–1965), US-amerikanischer Politiker
- Thompson, Tade, britisch-nigerianischer Autor
- Thompson, Tage (* 1997), US-amerikanisch-kanadischer Eishockeyspieler
- Thompson, Teddy (* 1976), britischer Folk-Rock-Musiker und Musikproduzent
- Thompson, Tessa (* 1983), US-amerikanische SchauspielerinTessa Thompson (* 1983)

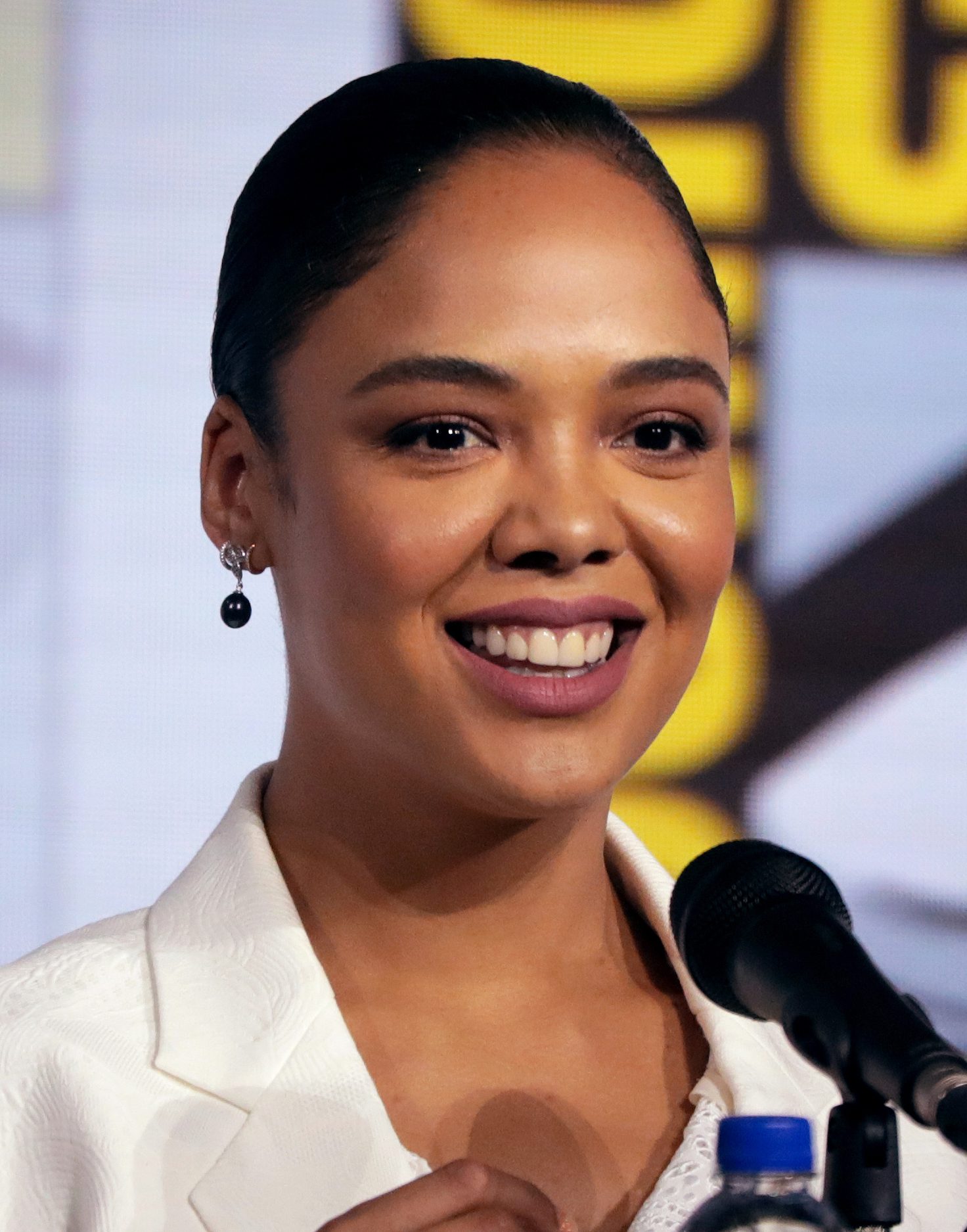
Tessa Thompson (* 1983)

- Thompson, Thomas Everett (1933–1990), britischer Malakologe
- Thompson, Thomas Larkin (1838–1898), US-amerikanischer Politiker
- Thompson, Thomas W. (1766–1821), US-amerikanischer Politiker
- Thompson, Tim (1913–1989), australischer Badmintonspieler
- Thompson, Tina (* 1975), US-amerikanische Basketballspielerin
- Thompson, Tiny (1903–1981), kanadischer Eishockeyspieler und -trainer
- Thompson, Tolly (* 1973), US-amerikanischer Ringer
- Thompson, Tommy (* 1941), US-amerikanischer Politiker
- Thompson, Tommy (* 1995), US-amerikanischer Fußballspieler
- Thompson, Tony (1954–2003), US-amerikanischer Schlagzeuger
- Thompson, Tony (* 1971), US-amerikanischer Boxer
- Thompson, Tracey (* 1963), südafrikanische Badmintonspielerin
- Thompson, Tristan (* 1991), kanadischer BasketballspielerTristan Thompson (* 1991)

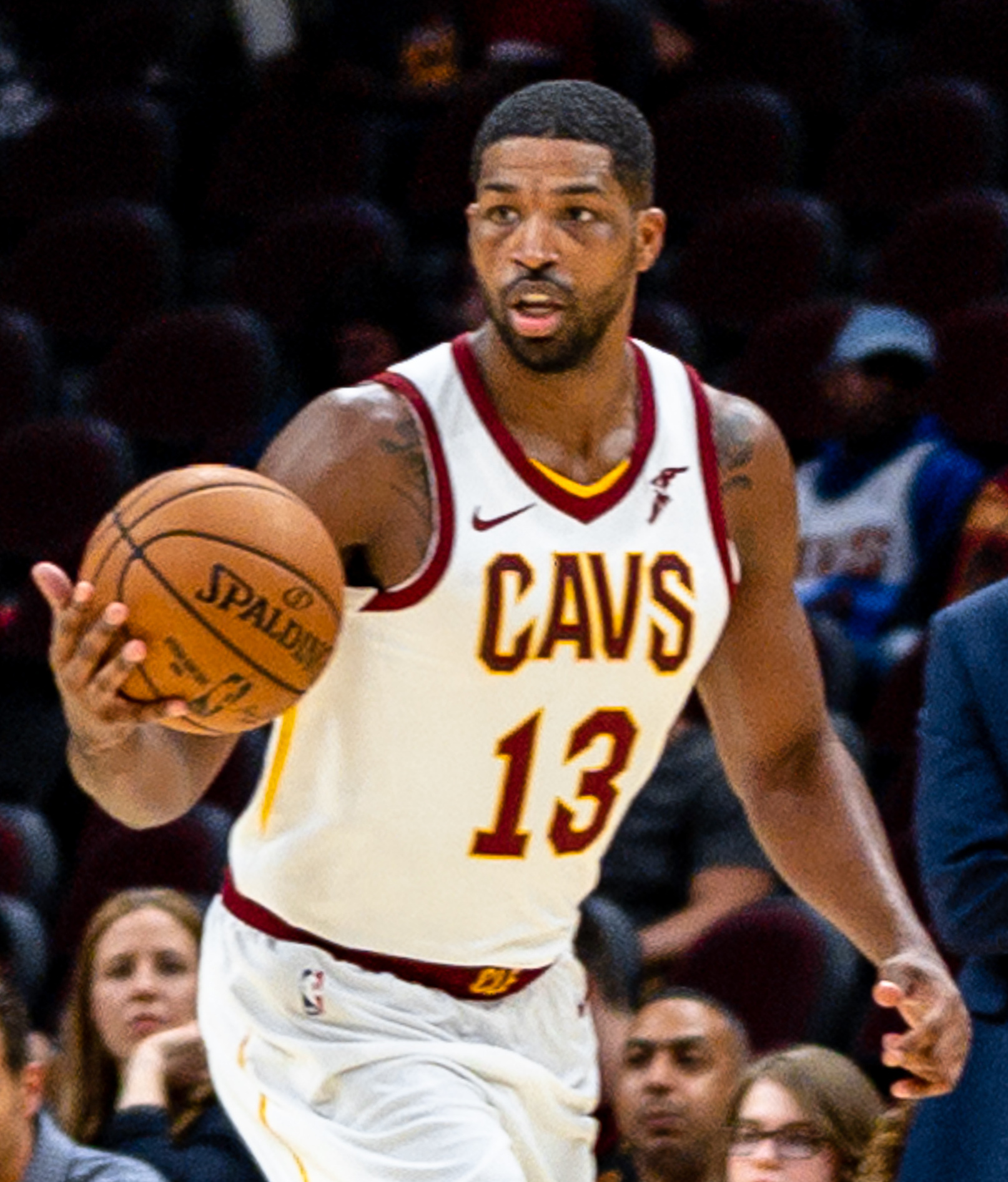
Tristan Thompson (* 1991)

###### Thompson, U
- Thompson, Uncle Jimmy (1848–1931), US-amerikanischer Country-Musiker

###### Thompson, V
- Thompson, Virginia, kanadische Eiskunstläuferin

###### Thompson, W
- Thompson, Waddy (1798–1868), US-amerikanischer Politiker
- Thompson, Walter (1903–1975), US-amerikanischer Filmeditor
- Thompson, Walter (* 1952), amerikanischer Komponist und Improvisationsmusiker
- Thompson, Wells (* 1983), US-amerikanischer Fußballspieler
- Thompson, Wendy (* 1946), kanadische Eisschnellläuferin
- Thompson, Wilbur (1921–2013), US-amerikanischer Leichtathlet
- Thompson, Wiley (1781–1835), amerikanischer Politiker
- Thompson, William (1775–1833), irischer Philosoph, Schriftsteller und Sozialreformer
- Thompson, William (1805–1852), irischer Naturforscher
- Thompson, William (1811–1880), britischer Bare-knuckle-Boxer
- Thompson, William (1813–1897), US-amerikanischer Politiker
- Thompson, William, englisch-amerikanischer Revolverheld
- Thompson, William (1848–1918), US-amerikanischer Bogenschütze, Dichter und Anwalt
- Thompson, William (1905–1994), kanadischer Skisportler
- Thompson, William (1908–1956), US-amerikanischer Ruderer
- Thompson, William George (1830–1911), US-amerikanischer Politiker
- Thompson, William Hale (1869–1944), US-amerikanischer Politiker (Republikaner)
- Thompson, William Henry (1853–1937), US-amerikanischer Politiker
- Thompson, William Howard (1871–1928), US-amerikanischer Politiker
- Thompson, William Randall (* 1946), amerikanischer Politikwissenschaftler mit dem Fachgebiet Internationale Beziehungen

###### Thompson, Y
- Thompson, Yanique (* 1996), jamaikanische Hürdenläuferin

###### Thompson, Z
- Thompson, Zaire (* 1995), deutscher Basketballspieler

##### Thompson-

###### Thompson-F
- Thompson-Flôres, Francisco, brasilianischer Diplomat und stellvertretender Generaldirektor der Welthandelsorganisation

###### Thompson-H
- Thompson-Herah, Elaine (* 1992), jamaikanische SprinterinElaine Thompson-Herah (* 1992)

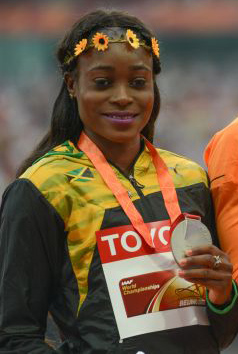
Elaine Thompson-Herah (* 1992)

###### Thompson-S
- Thompson-Smith, Molly (* 1997), britische Sportkletterin